# Mastodonsaurus
 (juillet 2018).
Si vous disposez d'ouvrages ou d'articles de référence ou si vous connaissez des sites web de qualité traitant du thème abordé ici, merci de compléter l'article en donnant les références utiles à sa vérifiabilité et en les liant à la section « Notes et références ».
Espèce
Synonymes
- † M. jaegeri (espèce type)
- † M. giganteus
- † M. torvus Konzhukova, 1955
- † M. cappelensis Wepfer, 1923

Mastodonsaurus est un genre éteint d'amphibiens fossiles ressemblant à des crocodiles, ayant vécu au cours du Trias moyen en Europe et en Russie. La tête de ce temnospondyle, au lieu d'être en demi-cercle comme chez les grenouilles, était triangulaire et atteignait 1,25 mètre de long.
La longueur totale de l'animal était d'environ 4 à 6 mètres. Ses mâchoires étaient armées de dents coniques. Son corps était relativement court par rapport à sa tête, et sa queue aussi était courte.

## Description
Selon certains paléontologues, Mastodonsaurus a pu être principalement aquatique et chasser à l'affut comme les tortues matamata actuelles. Cette possibilité est considérée comme probable en raison des grandes quantités d'ossements fossiles de Mastodonsaurus qui montrent que dans les périodes de grande sécheresse, les mastodonsaures pouvaient être piégés et mourir en masse.
Le crâne de Mastodonsaurus présente la particularité d'avoir deux foramens sur le « museau » devant les narines, laissant passer ses deux dents inférieures les plus longues lorsqu'il tenait fermée sa gueule.
Un grand nombre d'espèces a été attribué au genre au fil des découvertes, mais après réexamen par Markus Moser et Rainer Schoch en 2007, seules trois espèces ont été conservées comme valides :
- † Mastodonsaurus jaegeri (Europe),
- † Mastodonsaurus giganteus (Europe),
- † Mastodonsaurus torvus (Russie).

## Découverte
Georg Friedrich Jaeger a décrit le premier Mastodonsaurus en 1828. Il l'avait nommé d'après une seule dent, qu'il avait pensé être celle d'un reptile. 
La dénomination des premiers spécimens a cependant été contestée. Leopold Fitzinger a renommé l'animal Batrachosaurus en 1837. En 1841, le paléontologue anglais Richard Owen a proposé le nom Labyrinthodontus pour décrire l'émail très plissé de ses dents, dit « labyrinthique ». Owen pensait que le nom Mastodonsaurus ne devait pas être conservé, car il rappelle inévitablement l'idée de Mastodonte (un genre de mammifères) ou bien une forme de dent en mamelon. Par ailleurs le deuxième élément du nom, saurus, indique une fausse parenté, l'animal n'étant pas un saurien ni même un reptile, mais un batracien.
Ayant reconnu que l'animal n'était pas un reptile, Owen le rapprocha au genre des Phytosaures de Jaeger qu'il pensait être également des amphibiens : les deux animaux étaient de taille similaire avec des dents coniques. Mais plus tard, Phytosaurus se révéla finalement être un reptile. Les deux animaux vivaient dans la niche écologique actuellement occupée par les crocodiliens.
Des éléments supplémentaires, notamment le crâne, ont solidement étayé l'appartenance du genre Labyrinthodon aux amphibiens. Jaeger avait également créé l'espèce Salamandroides giganteus en 1828, en se basant sur une portion d'occiput. En 1833, il a décrit un crâne complet de Salamandroides giganteus qui avait les mêmes dents que son Mastodonsaurus, et qui est le premier crâne complet d'un temnospondyle. Comme le nom Mastodonsaurus a été attribué en premier, il a priorité sur les autres noms qui sont devenus des synonymes.

## Galerie

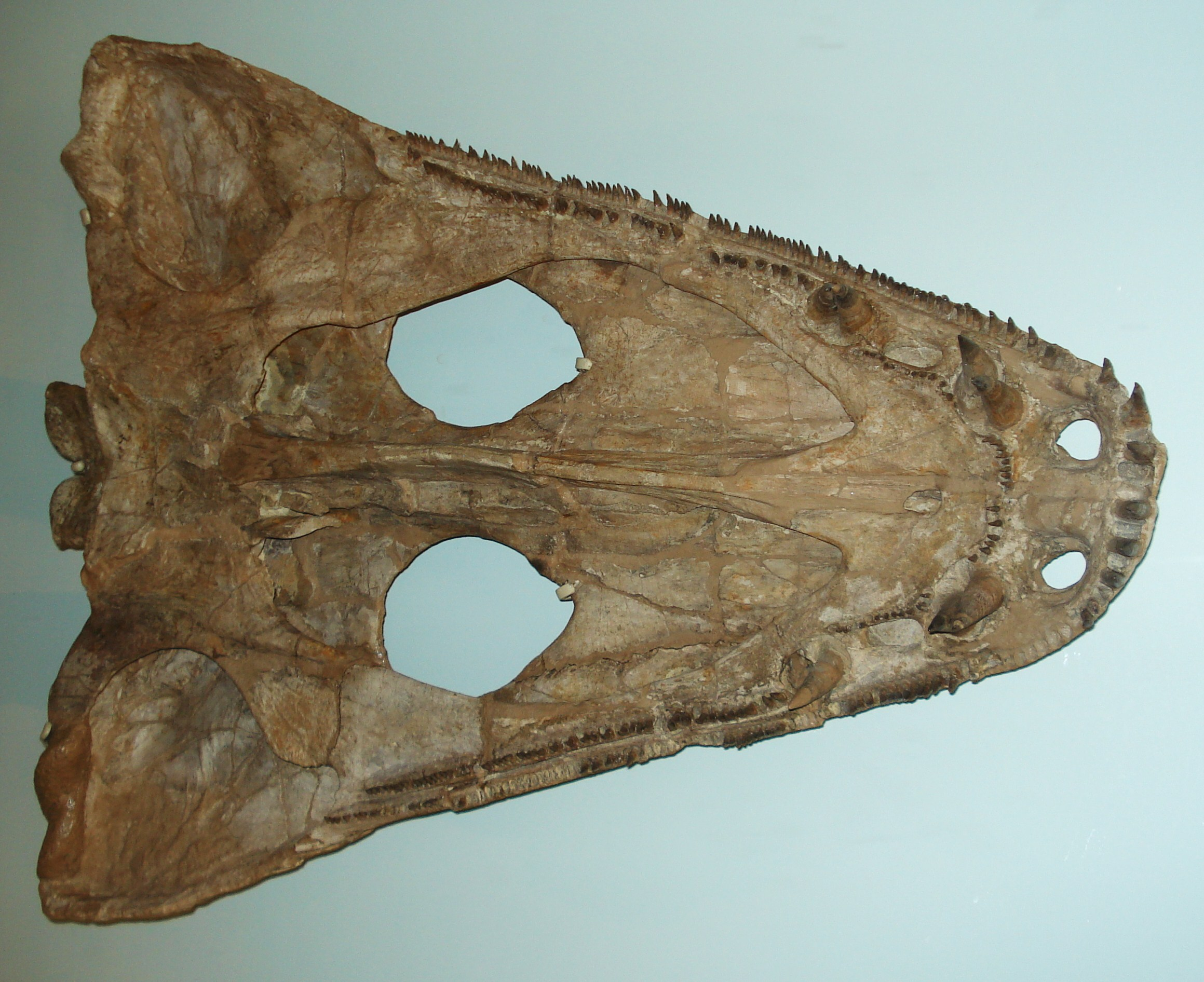
Crâne de Mastodonsaurus vu par en-dessous
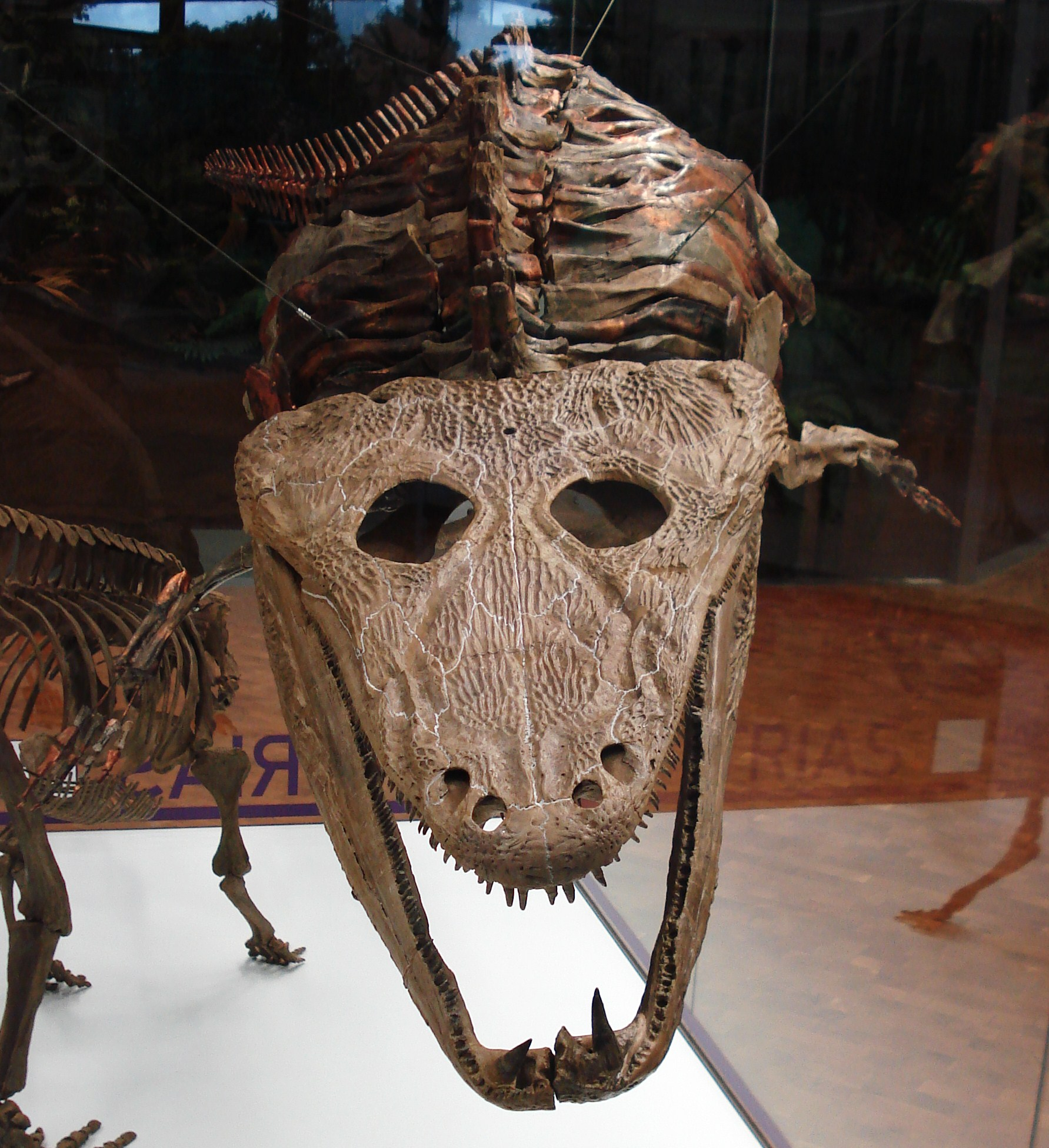
Squelette de Mastodonsaurus (Musée national d'histoire naturelle de Stuttgart)
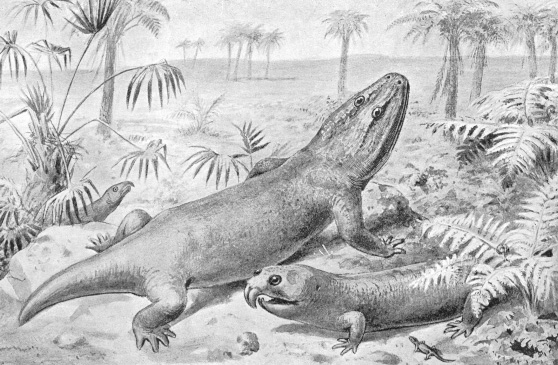
Restitution de Mastodonsaurus par Joseph Smit (1894)
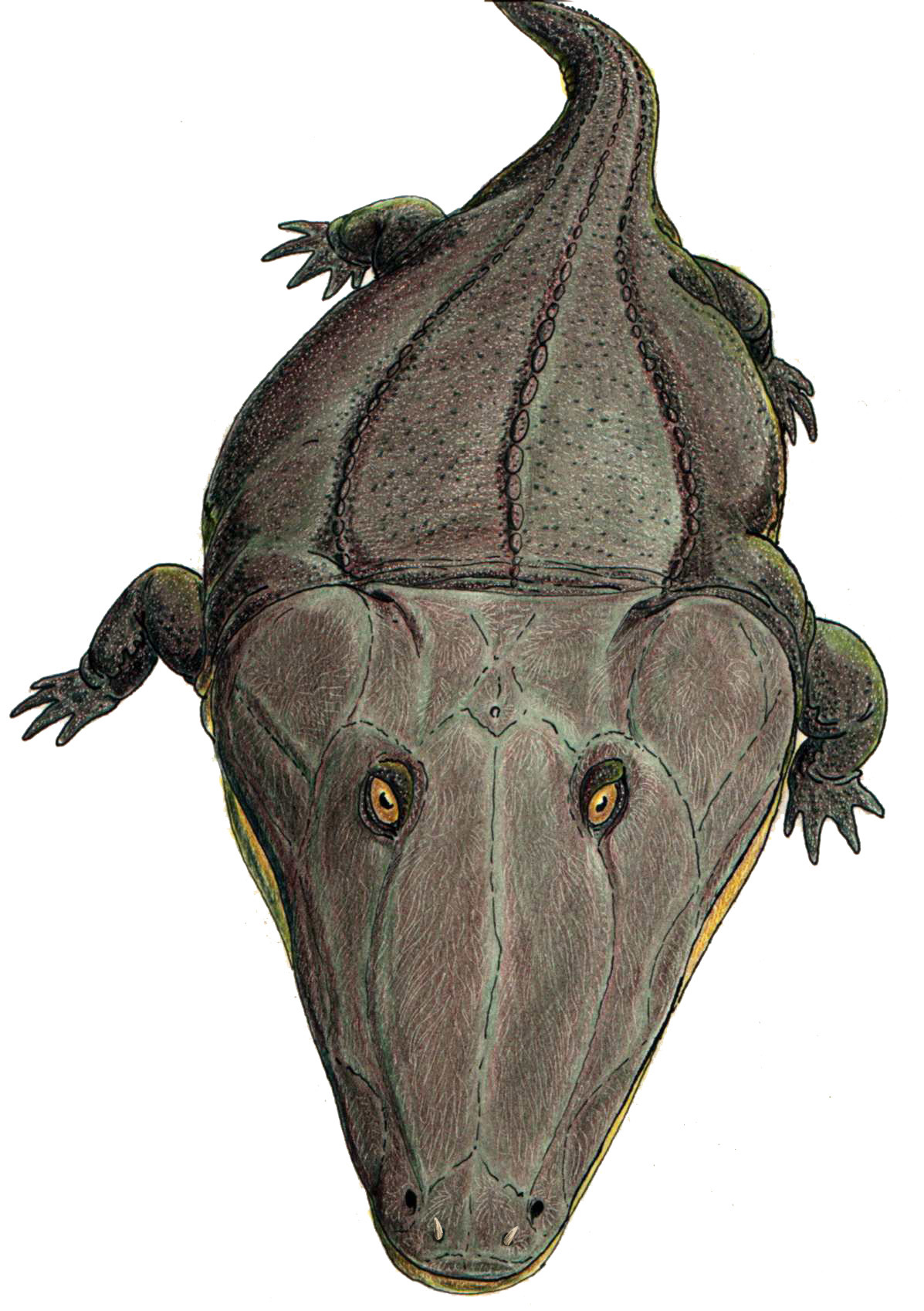
Restitution par Dimitri Bogdanov